# Necessity Is a Mother
Necessity Is a Mother is de tiende aflevering van het tweede seizoen van het tienerdrama Beverly Hills, 90210, die voor het eerst werd uitgezonden op 26 september 1991.

## Verhaal
Dylans moeder Iris komt van haar vakantie uit Hawaï om haar vervreemde zoon te ontmoeten. Dylan heeft geen behoefte aan een bezoek van de moeder aan wie hij een hekel heeft en begint weer met drinken. Hij wordt onverantwoordelijk en denkt niet aan gevolgen. Hij komt dan ook in de problemen wanneer hij probeert vals te spelen bij een poolwedstrijd voor geld. Ondertussen overtuigt Steve Donna om aandelen te kopen. Kelly raadt dit Donna af. Donna is het echter zat nooit helemaal los te kunnen gaan en besluit in te gaan op Steves wens.

## Rolverdeling
- Jason Priestley - Brandon Walsh
- Shannen Doherty - Brenda Walsh
- Jennie Garth - Kelly Taylor
- Ian Ziering - Steve Sanders
- Gabrielle Carteris - Andrea Zuckerman
- Luke Perry - Dylan McKay
- Brian Austin Green - David Silver
- Tori Spelling - Donna Martin
- Carol Potter - Cindy Walsh
- James Eckhouse - Jim Walsh
- Joe E. Tata - Nat Bussichio
- Stephanie Beacham - Iris McKay
- Craig Hurley - Bobby Falcone